# Morganucodon
Morganucodon là một động vật có vú đầu chi mà sống trong Hậu Trias. Nó xuất hiện lần đầu khoảng 205.000.000 năm trước đây. Điều này cũng đã được xác định với Eozostrodon. "Đó là một động vật nhỏ với một hộp sọ có chiều dài 2-3 cm và chiều dài presacral một cơ thể khoảng 10 cm. Trong tổng quát bên ngoài nó sẽ có vẻ như chuột chù một hoặc con chuột".

## Hình ảnh

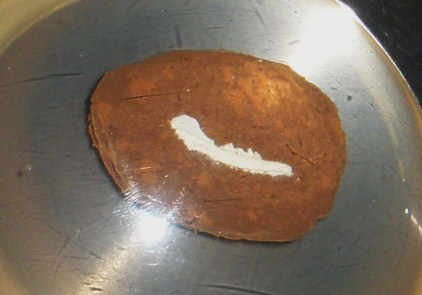